# Seznam ulic a veřejných prostranství v Hradci Králové
Seznam ulic a veřejných prostranství v Hradci Králové podává ve stručnosti přehled pojmenování všech ulic a veřejných prostranství, včetně jejich původních názvů.
| Ulice či veřejné prostranství (od, původní názvy) | Část města                                    | Pojmenováno po | Wikidata   |
| --- | --------------------------------------------- | --- | ---------- |
| Adolfa Doležala (od 1992) | Malšovice                                     | Adolf Doležal (1889–1978), malíř a grafik narozený v HK | Q44914482  |
| Akademika Bedrny (od 1992) | Věkoše                                        | Jan Bedrna (1897–1956), kardiochirurg, prof. Vojenské lékařské akademie v HK                                                                                | Q43434930  |
| Akademika Heyrovského (od 1972) | Hradec Králové                                | Jaroslav Heyrovský (1890–1967) | Q44879285  |
| Akátová (od 1979, od 2003 část k ulici Na Hrázce) | Malšova Lhota                                 | strom akát | Q44879398  |
| Albertova (od 1929) | Pražské Předměstí                             | Eduard Albert (1841–1900) | Q44879455  |
| Ambrožova (od 1939) | Hradec Králové                                | Ambrož Hradecký (?–1439) | Q43434945  |
| Anenské náměstí (od 1999) | Kukleny                                       | Svatá Anna | Q46015461  |
| A. Malé (od 1979) | Třebeš                                        | Anežka Malá (1910–1942) za nacistické okupace spojka ÚV KSČ, 1942 popravena nacisty v Berlíně                                                               | Q44879227  |
| Antala Staška (od 1962, od 1943 Fričova) | Nový Hradec Králové                           | Antal Stašek (1845–1931) | Q44879516  |
| Antonína Dvořáka (od 1962, od 1929 Barákova) | Pražské Předměstí                             | Antonín Dvořák (1841–1904) | Q44879570  |
| Antonína Petrofa (od 2016) | Nový Hradec Králové                           | Antonín Petrof (1839–1915) | Q46397262  |
| Baarova (od 1943) | Pražské Předměstí                             | Jindřich Šimon Baar (1869–1925) | Q44879625  |
| Balbínova (od 1903, od 1886 Orličného/Vorličného) | Hradec Králové                                | Bohuslav Balbín (1621–1688) | Q44879685  |
| Banskobystrická (od 2007) | Plačice                                       | Banská Bystrica | Q46208095  |
| Baťkovo náměstí (od 1990, od 1923 Legerovo, od 1940 Baťkovo, od 1955 dr. Šmerala) | Hradec Králové                                | Leopold Batěk (1856–1936), lékař, náměstek starosty Ulricha, městský rada pro zdravotnictví a kulturu                                                       | Q43580925  |
| Bekova (od 1946) | Plotiště n. L.                                | Josef Bek (1900–1944), plotišťský občan, účastník protifašistického odboje, zahynul v koncentračním táboře Buchenwald                                       | Q44879794  |
| Bělečská (od 1939) | Malšova Lhota                                 | směr Běleč nad Orlicí | Q44880008  |
| Bendlova (od 1942, od 1889 Palackého, od 1940 Smetanova) | Nový Hradec Králové                           | Karel Bendl (1838–1897) | Q44879850  |
| Bezejmenná (před 1920) | Plotiště n. L.                                | původní neoficiální pojmenování | Q44879344  |
| Bezová (od 1979) | Malšova Lhota                                 | keř bez | Q44879900  |
| Bezručova (od 1929) | Pražské Předměstí                             | Petr Bezruč (1867–1958) | Q44879953  |
| Bidlova (od 1946, od 1910 Moravská) | Hradec Králové                                | František Bidlo (1895–1945) | Q44880079  |
| Bieblova (od 1961, od 1939 Třebízského, od 1942 Zádušní) | Slezské Předměstí                             | Konstantin Biebl (1898–1951) | Q44880144  |
| Blahoslavova (od 1940, od 1937 Třebízského + Herrmannova, od 1937 Masarykova) | Slezské Předměstí                             | Jan Blahoslav (1523–1571) | Q44880199  |
| Blažíčkovo náměstí (od 1946) | Pražské Předměstí                             | Oldřich Blažíček (1887–1953) | Q44880263  |
| Blodkova (od 1935) | Třebeš                                        | Vilém Blodek (1834–1874) | Q44880318  |
| Boční (od 1951) | Svobodné Dvory                                | poloha v rámci původní obce | Q44880374  |
| Bohdanečská (od 1951, od 1880 Bohdanecká, od 1945 Grégrova) | Svobodné Dvory                                | býv. Bohdanečské Dvory | Q44880430  |
| Bohuslava Martinů (od 1962, od 1929 Kalinova) | Pražské Předměstí                             | Bohuslav Martinů (1890–1959) | Q44880544  |
| Boleslavova (od 1946, od 1889 Hálkova) | Nový Hradec Králové                           | Boleslav I. nebo Boleslav II. | Q44880601  |
| Bono Publico (od 1810) | Hradec Králové                                | lat. veřejné dobro | Q21598459  |
| Borová (od 1987) | Svinary                                       | strom borovice | Q44880662  |
| Borovinka (od 1981) | Plačice                                       | přilehlý stejnojmenný les | Q44880716  |
| Botanická (od 2002) | Hradec Králové                                | k botanické zahradě | Q46070027  |
| Bozděchova (od 1942, od 1929 Tylova) | Pražské Předměstí                             | Emanuel Bozděch (1841–1889) | Q44880766  |
| Boženy Němcové (od 1922) | Pražské Předměstí                             | Božena Němcová (1820–1862) | Q44880816  |
| Brandlova (od 1942, od 30. let Husova + Jiráskova, od 1939 Husova) | Slezské Předměstí                             | Petr Jan Brandl (1668–1735) | Q44880870  |
| Bratří Čapků (od 1955, od 1903 M. D. Rettigové) | Hradec Králové                                | Josef Čapek a Karel Čapek (1887–1945 a 1890–1938) | Q43434966  |
| Bratří Štefanů (od 1990, od 30. let Palackého, od 1942 Hlavní, od 1943 Sudetská, od 1945 Hlavní, od 1946 Rudé armády) | Slezské Předměstí                             | Benignus Štefan a Ivan Štefan (1918–1943 a 1914–1943), pocházeli z této ulice                                                                               | Q44910591  |
| Brněnská (od 1962, od 1889 Hradecká, od 20. let Masarykova + Jungmannovo náměstí, od 1939 Novohradská + Jungmannovo náměstí, od 1945 Stalingradská) | Nový Hradec Králové                           | směr Brno | Q43434982  |
| Brožíkova (od 1946) | Nový Hradec Králové                           | Václav Brožík (1851–1901) | Q44880922  |
| Břetislavova (od 1943) | Pražské Předměstí                             | Břetislav I. nebo Břetislav II. | Q44880973  |
| Březhradská (od 1979) | Březhrad                                      | podle místní části, ve které leží | Q43435009  |
| Březová (od 1942, od 30. let Žižkova) | Slezské Předměstí                             | strom bříza | Q44881030  |
| Břidličná (od 1987) | Svinary                                       | břidlice v blízkém kopci | Q44881088  |
| Buková (od 1998) | Nový Hradec Králové                           | strom buk | Q46010489  |
| Buzulucká (od 1962, od 1903 Bienenbergova, od 1945 třída gen. Svobody) | Hradec Králové                                | město Buzuluk | Q43434998  |
| Cejpova (od 1942, od 1933 Habrmanova + Šafaříkova, od 1939 Habrmanova) | Malšovice                                     | Martin Cejp z Peclinovce (1544–1599), primas města, humanista, zasloužil se mj. o výstavbu Bílé věže                                                        | Q44881237  |
| Cihlářská (od 1899) | Svobodné Dvory                                | směr cihelny | Q44881394  |
| Cimlerova (od 1947) | Plácky                                        | Václav Cimler (1916–1943), účastnil se odboje vedeného KSČ v Praze, zahynul v Osvětimi                                                                      | Q43435044  |
| Citrusová (od 1987) | Svinary                                       | citrusy | Q44881500  |
| Collinova (od 2002) | Věkoše                                        | Karel Collino (1818–1892) | Q43435060  |
| Čajkovského (od 1970) | Nový Hradec Králové                           | Petr Iljič Čajkovský (1840–1893) | Q44881550  |
| Čechova (od 1911) | Pražské Předměstí + Hradec Králové            | Svatopluk Čech (1846–1908) | Q44881609  |
| Čejkova cesta (před 1992, později zrušena) (mezi ulicemi Na Stružce a U Svodnice) | Kukleny                                       | ? | Q46423406  |
| Čelakovského (od 1903) | Hradec Králové                                | František Ladislav Čelakovský (1799–1852) | Q43436435  |
| Černilovská (od 1979) | Rusek                                         | směr Černilov | Q44881734  |
| Červeného (od 1946) | Nový Hradec Králové                           | Jiří Červený (1887–1962) | Q44881850  |
| Červený Dvůr (od 18. století) | Pražské Předměstí                             | Červený Dvůr | Q44881794  |
| Československé armády (od 1950, od 1896 Jiříkova třída, od 1915 třída 18. pěšího pluku + Jiříkova třída, od 1918 třída Legionářů + Jiříkova třída, od 20. let třída Národního vojska + Jiříkova třída, od 1939 Jiříkova třída, od 1946 třída Čs. Vojska + Jiříkova třída)                                                                                                 | Hradec Králové                                | Československá armáda | Q43436451  |
| Dědkova (od 1947) | Plácky                                        | Josef Dědek (1897–1945), člen KSČ v Pláckách, zahynul v Gollnově                                                                                            | Q44881966  |
| Dělnická (od 1942, od 1921 Vrchlického) | Kukleny                                       | dělník | Q44882027  |
| Denisovo náměstí (od 1990, od 1916 Františka Josefa I., od 1918 Wilsonovo, od 1921 Denisovo, od 1942 Mozartovo, od 1945 Tomáškovo, od 1957 Sovětské armády) | Kukleny                                       | Ernest Denis (1849–1921) | Q43580945  |
| Divecká (od 1998) | Slatina                                       | obec Divec | Q46010507  |
| Divišova (od 1903, od 1896 Šindlerova) | Hradec Králové                                | Prokop Diviš (1696–1765) | Q43435077  |
| Dlouhá (od 14. století) | Hradec Králové                                | délka v rámci historického centra | Q43435097  |
| Dobroslavova (od 1946) | Nový Hradec Králové                           | Dobroslav, vladyka, podle pověsti zakladatel Hradce | Q44882137  |
| Dobrovského (od 1929) | Pražské Předměstí                             | Josef Dobrovský (1753–1829) | Q44882197  |
| Dolní (od 1998) | Roudnička                                     | pod kopcem v rámci původní obce | Q46010546  |
| Do Luh (od 1998) | Roudnička                                     | směr louky (luhy) | Q46010528  |
| Domečkova (od 1946) | Nový Hradec Králové                           | Ludvík Domečka (1861–1937) | Q44882259  |
| Drahoňovského (od 1943) | Pražské Předměstí                             | Josef Drahoňovský (1877–1938) | Q44882322  |
| Drtinova (od 1946) | Svobodné Dvory                                | Karel Drtina (1889 nebo 1915–1945), občan Svobodných Dvorů, umučen v koncentračním táboře v Terezíně                                                        | Q44882379  |
| Družstevní (od 1929) | Pražské Předměstí                             | družstevní charakter výstavby | Q44882436  |
| Dřevařská (od 1996) | Pouchov                                       | dřevo ve skladištní oblasti | Q45988233  |
| Dubina (od 2016) | Svinary                                       | původní neoficiální název | Q44883493  |
| Dubinská (od 1987) | Svinary                                       | směr chatová osada Dubina | Q44882493  |
| Dubová (od 1945, od počátku 20. století Dubová, od 1933 Komenského, od 1943 Bílkova) | Malšovice                                     | strom dub | Q44882549  |
| Dukelská třída (od 1990, od 1903 Husova třída, od 1942 část Bismarckovy třídy, od 1945 část Stalinovy třídy, od 1962 část Dukelské třídy, poté pouze od Skleněné věže k nám. 28. října) | Pražské Předměstí                             | boje v Dukelském průsmyku za 2. světové války | Q43435115  |
| Durychova (od 1990, od 1988 Bolehovského) | Nový Hradec Králové                           | Jaroslav Durych (1886–1962) | Q44914663  |
| Dvorská (od 1992, od 1946 Leningradská) | Svobodné Dvory                                | podle Svobodých Dvorů | Q44888216  |
| Dykova (od 1945, od 30. let Viktora Dyka + Mařákova, od 1939 Viktora Dyka) | Pražské Předměstí                             | Viktor Dyk (1877–1931) | Q44882606  |
| Eliščino nábřeží (od 1990, od 1896 Eliščino nábřeží, od 1918 část od Pražského mostu k elektrárně nábřeží Elišky Pomořanské, od 1922 nábřeží Elišky Pomořanské + nábřeží maršála Foche, od 1940 nábřeží dr. Kramáře + nábřeží Elišky Pomořanské, od 1942 nábřeží dr. Kramáře + Jahnovo nábřeží, od 1945 Eliščino nábřeží, od 50. let nábřeží Protifašistických bojovníků) | Hradec Králové                                | Eliška Pomořanská (1347–1393) | Q20851629  |
| Emy Destinnové (od 1975) | Nový Hradec Králové                           | Ema Destinnová (1878–1930) | Q44884965  |
| Erbenova (od 1929) | Pražské Předměstí                             | Karel Jaromír Erben (1811–1870) | Q44882716  |
| Exnárova (od 1979) | Moravské Předměstí                            | Ladislav Exnár (1907–1945) | Q44882773  |
| Farářství (od konce 70. let 20. století) | Pražské Předměstí                             | podle historické osady Farářství | Q44882827  |
| Fibichova (od 1972, od 1929 Fibichovo náměstí) | Pražské Předměstí                             | Zdeněk Fibich (1850–1900) | Q44882884  |
| Foerstrova (od 1942, od 1929 Tyršova, od 1939 Dvořákova) | Pražské Předměstí                             | Josef Bohuslav Foerster (1859–1951) | Q43435149  |
| Formánkova (od 1979) | Moravské Předměstí                            | Josef Formánek (1902–1944) | Q44882942  |
| Fráni Šrámka (od 1962, od 1946 Metelkova) | Pražské Předměstí                             | Fráňa Šrámek (1877–1952) | Q44883155  |
| Františka Halase (od 1962, od 1943 Kořenského) | Nový Hradec Králové                           | František Halas (1901–1949) | Q44882995  |
| Františka Šubrta (od 1962, od konce 20. let Lhotského, od 1933 Žižkova, od 1942 Lhotského) | Malšovice                                     | František Adolf Šubert (1849–1915) | Q44883056  |
| Fr. Tichého (od 1990, od 1979 Petra Pecha) | Svobodné Dvory                                | František Tichý (1886–1961), architekt, ředitel Městského průmyslového muzea v HK                                                                           | Q44886508  |
| Františka Žaloudka (od 1983) | Svobodné Dvory                                | František Žaloudek (1863–1935) | Q44883106  |
| Franušova (od 1896) | Hradec Králové                                | Jan Franuš, hradecký měšťan a soukeník | Q43435163  |
| Fričova (od 1945, od 1923 Družstevní) | Nový Hradec Králové                           | Josef Václav Frič (1829–1891) | Q44883211  |
| Fučíkova (od 1945, od konce 30. let Fučíkova, od 1943 Ševčíkova) | Nový Hradec Králové                           | Julius Fučík (skladatel) (1872–1916) | Q44883267  |
| Gagarinova (od 1961, od 1942 Heydukova, od 1945 Vladislavova) | Slezské Předměstí                             | Jurij Alexejevič Gagarin (1934–1968) | Q44883328  |
| Garážní (od 1998, od 2011 část přejmenována na ulici U Mostku) | Pouchov                                       | gráže | Q114261735 |
| Gebauerova (od 1946) | Pražské Předměstí                             | Jan Gebauer (1838–1907) | Q44883389  |
| Gočárova třída (od 1990, od 1901 Jungmannova třída, od 1953 třída Obránců míru, od 1970 Leninova třída, od 1990 Gočárova třída + Dukelská třída; poté prodloužena až k želez. podjezdu) | Hradec Králové + Pražské Předměstí            | Josef Gočár (1880–1945) | Q43435178  |
| Gogolova (od 1946, od 1929 Prokopa Holého, od 1942 Svobodnodvorská) | Kukleny                                       | Nikolaj Vasijlevič Gogol (1809–1852) | Q44883443  |
| Gollova (od 1942, od 1933 Jungmannova) | Malšovice                                     | Jaroslav Goll (1846–1929) | Q44883542  |
| Grégrovo náměstí (od 1979) | Březhrad                                      | Julius Grégr (1831–1896) | Q44887632  |
| Gruzínská (od 1977, od 1946 Dukelská; od 2002 protažena z ulice K Zastávce až do ulice Jana Černého, včetně obou slepých příjezdových komunikací před vyústěním do ulice Jana Černého) | Věkoše                                        | stát Gruzie | Q44883602  |
| Habrmanova (od 1990, od 1911 Školská, od 1932 Habrmanova, od počátku 50. let Maxima Gorkého) | Pražské Předměstí                             | Gustav Habrman (1864–1932) | Q43435196  |
| Hálkova (od 1911) | Pražské Předměstí                             | Vítězslav Hálek (1835–1874) | Q44883714  |
| Hannova (od 2007) | Svobodné Dvory                                | Martin Hanno (1526-1550), český renesanční spisovatel | Q46208135  |
| Haškova (od 1958, od 1929 Purkyňova) | Pražské Předměstí                             | Jaroslav Hašek (1883–1923) | Q43435229  |
| Havlíčkova (od 1896) | Hradec Králové                                | Karel Havlíček Borovský (1821–1856) | Q43435213  |
| Herbenova (od 1946) | Pražské Předměstí                             | Jan Herben (1857–1936) | Q44883766  |
| Heřmanova (od 1961) | Hradec Králové                                | Josef Heřman (1900–1956) | Q44888795  |
| Hlavní (od 1946) | Nový Hradec Králové                           | hlavní cesta v rámci původní obce | Q44883805  |
| Hoděšovická (od 2009) | Nový Hradec Králové                           | směrem k silnici na Hoděšovice | Q46257549  |
| Holečkova (od 30. let 20. stol.) | Slezské Předměstí                             | Josef Holeček (1853–1929) | Q44883863  |
| Holická (od 1995) | Nový Hradec Králové                           | směrem k silnici na Holice | Q44889104  |
| Holubova (od 1942, od 1928 Rybářská, od 1933 Orlická) | Malšovice                                     | Emil Holub (1847–1902) | Q44883918  |
| Honkova (od 1958, od 1929 Plačická) | Kukleny + Pražské Předměstí                   | Antonín Honek (1904–1943), komunistický funkcionář z HK, úmrtí v Osvětimi                                                                                   | Q44884009  |
| Horní (od 1999) | Roudnička                                     | umístění v rámci původní obce | Q46015481  |
| Horova (od 1946, od 1929 část U Lipek, od 1939 část Veverkovy ulice) | Pražské Předměstí                             | Josef Hora (1891–1945) | Q44884063  |
| Hořická (od 1911, od 1920 Hořická + Smetanovo náměstí, od 1934 zahrnuto Smetanovo náměstí, 1943-1945 v části PP Moltkeho ulice) | Pražské Předměstí + Hradec Králové            | dříve směr Hořice | Q43435249  |
| Hostivítova (od 1903) | Hradec Králové                                | Hostivít | Q45988257  |
| Hradební (od 1955, od 1896 část Na příkopech, od 1947 Karla IV.) | Hradec Králové                                | v místě pevnostního valu | Q43435263  |
| Hradecká (od 1946, od 1916 Třebešská) | Hradec Králové + Nový Hradec Králové + Třebeš | směr Hradec Králové od bývalých samostatných obcí Třebeš a Nový Hradec                                                                                      | Q43435276  |
| Hradečnice (od konce 18. století) | Nový Hradec Králové                           | ? | Q43435293  |
| Hrdého (od 1970) | Nový Hradec Králové                           | Josef Hrdý (1898–1945), za nacistické okupace člen výboru KSČ v HK, úmrtí v Terezíně                                                                        | Q44884124  |
| Hronkova (od 1945) | Plotiště n. L.                                | Alois Hronek (1899–1945), zastřelen nacisty v Plotištích | Q44884180  |
| Hrubínova (od 1971) | Pražské Předměstí                             | František Hrubín (1910–1971) | Q44884303  |
| Husitská (od 1974) | Plotiště n. L.                                | Husité | Q44884356  |
| Husova (od 1945, od 1889 Svatojánská, od 1918 Husova, od 1942 K Zámečku) | Nový Hradec Králové + Třebeš                  | Jan Hus (1372–1415) | Q43435308  |
| Hybešova (od 1945, od 1929 Hybešova, od 1942 U šibenice) | Pražské Předměstí                             | Josef Hybeš (1850–1921) | Q44884413  |
| Chaloupky (přelom 19. a 20. století) | Svobodné Dvory                                | stejnojmenná historická osada | Q44881287  |
| Chelčického (od 1911) | Pražské Předměstí                             | Petr Chelčický (asi 1379 – asi 1460) | Q43435023  |
| Chmelova (od 1903) | Hradec Králové                                | Josef Chmela (1793–1847) | Q44881342  |
| Ignáta Herrmanna (od 50. let, od 1896 Chelčického + U Moravské brány, od 1939 Chelčického, od 1943 Doubravova) | Hradec Králové                                | Ignát Hermann (1854–1935) | Q43555720  |
| Ivana Olbrachta (od 50. let, od 1929 plukovníka Švece/Švecova, od 1939 Tomáškova, od 1943 Sedláčkova, od 1945 Švecova) | Pražské Předměstí                             | Ivan Olbracht (1882–1952) | Q44884464  |
| Jabloňová (od 1974) | Svobodné Dvory                                | strom jabloň | Q44884574  |
| Jalovcová (od 2003) | Malšova Lhota                                 | strom jalovec | Q46087811  |
| Jana Černého (od 1992, od 1946 Černého, od 1948 část 9. května) | Věkoše                                        | Jan Černý (1880–1935), starosta Věkoš v letech 1904–1919 | Q44914427  |
| Jana Koziny (od 1958, od 20. let Zborovská, od 1940 Jiříkova, od 1945 Zborovská) | Hradec Králové                                | Jan Kozina (1652–1695) | Q43435322  |
| Jana Krušinky (od 1958, od 1940 Vlčkova) | Pražské Předměstí                             | Jan Krušinka, hradecký písař v 15. století, stoupenec Jana Žižky                                                                                            | Q44884615  |
| Jana Masaryka (od 1990, od 1971 část Kejzlarova, od 1981 Černigovská) | Nový Hradec Králové                           | Jan Masaryk (1886–1948) | Q44881674  |
| Janáčkova (od 1943) | Pražské Předměstí                             | Leoš Janáček (1854–1928) | Q44884664  |
| Jandova (od 1942, od 1933 Havlíčkova) | Malšovice                                     | Antonín Janda (1892–1960), přechodně žil v Malšovicích | Q44884720  |
| Jánošíkova (od 1946, od 1943 Herderova) | Slezské Předměstí                             | Juraj Jánošík (1688–1713) | Q44885026  |
| Jaroměřská (od 1979) | Rusek                                         | směr Jaroměř | Q44884772  |
| Jarošova (od 1958) | Hradec Králové                                | Otakar Jaroš (1912–1943) | Q44884826  |
| Jasanová (od 1999) | Nový Hradec Králové                           | strom jasan | Q46015501  |
| Jasmínová (1979) | Březhrad                                      | keř jasmín | Q44884879  |
| Jatečný plácek (od 1945, od 40. let 20. století Jateční plácek) | Pražské Předměstí                             | městská jatka | Q44892275  |
| Javorová (od 1977) | Slezské Předměstí                             | strom javor | Q44884926  |
| Ječná (od 1942, od 30. let Jungmannova) | Slezské Předměstí                             | obilovina ječmen | Q44885077  |
| Jedlová (od 1998) | Nový Hradec Králové                           | strom jedle | Q46010586  |
| Jeronýmova (od 20. let 20. stol.) | Hradec Králové                                | Jeroným Pražský (1377–1416) | Q44885133  |
| Jičínská (od 1946) | Pražské Předměstí                             | směr Jičín | Q44885190  |
| Jilmová (od 1998) | Nový Hradec Králové                           | strom jilm | Q46010605  |
| Jindrova (od 1947, od počátku 20. století Husova, od 1925 Konsumní) | Plácky                                        | Václav Jindra (1879–1942), zasloužilý člen KSČ na Pláckách, odbojář                                                                                         | Q44885238  |
| Jiráskova (od 1946, od 1921 Jiráskova, od 1942 U Červeného dvora) | Kukleny                                       | Alois Jirásek (1851–1930) | Q44885290  |
| Jiráskovo náměstí (od 1990, od 1929 Rašínovo náměstí, od 1942 náměstí Hanse Schemma, od 1945 Rašínovo náměstí, od 1946 náměstí Říjnové revoluce, od 1953 náměstí Pavlíka Morozova) | Pražské Předměstí                             | Alois Jirásek (1851–1930) | Q43580988  |
| Jiráskovy sady (od 1945, od 1868 Důstojnický park, od 1918 Jiráskovy sady, od 1941 Viktoria Park, od 1942 Heydrich Park) | Hradec Králové                                | Alois Jirásek (1851–1930) | Q30321248  |
| Jiřího Purkyně (od 1955, od 1911 Blancova, od 1929 Štefánikova, od 1942 Slovenská) | Pražské Předměstí                             | Jiří Purkyně (1898–1942) | Q43435335  |
| Jižní (od 1965) | Slezské Předměstí                             | světová strana v rámci sídliště | Q44885403  |
| Jungmannova (od 1971) | Pražské Předměstí                             | Josef Jungmann (1773–1847) | Q44885463  |
| K Aleji (od 1990, od 1987 Uhlířova) | Nový Hradec Králové                           | směr lipová alej v ulici Na Hrázce | Q44912083  |
| K Biřičce (od 1974) | Nový Hradec Králové                           | směr rybník Biřička | Q44885511  |
| K Borku (od 1987) | Svinary                                       | místní pojmenování | Q44885568  |
| K Břízkám (od 1979) | Malšova Lhota                                 | směr březový háj | Q44885628  |
| K Cikánu (od 1974) | Nový Hradec Králové                           | směr rybník Cikán | Q44885679  |
| K Dehetníku (od 1998) | Slatina                                       | směr les Dehetník | Q46010627  |
| K Dolíkám (od 1951, od 1898 Komárkova) | Svobodné Dvory                                | směr lokalita V Dolíkách | Q44885726  |
| K Hvězdárně (od 1974) | Nový Hradec Králové                           | směr hvězdárna | Q44885786  |
| K Chatám (od 1995) | Roudnička                                     | směr chatová oblast | Q44910085  |
| K Labi (od 1977, od 1934 Labská) | Třebeš                                        | směr řeka Labe | Q44885841  |
| K Lesu (od 1987) | Svinary                                       | směr les | Q44885896  |
| K Metelce (od 1946) | Svobodné Dvory                                | směr bývalá hospoda Metelka, Na Metelce | Q44885950  |
| K Meteoru (od 2007) | Svobodné Dvory                                | směr bývalé hřiště SK Meteor | Q44885950  |
| K Orlici (od 2010) | Malšovice                                     | směr řeka Orlice | Q46268760  |
| K Osadě (od 1998) | Malšovice                                     | směr zahrádkářská osada | Q46010646  |
| K Polabinám (od 1995) | Roudnička                                     | - | Q44910929  |
| K Potoku (od 1979) | Březhrad                                      | směr Plačický potok | Q44886009  |
| K Radaru (od 2013) | Rusek                                         | směr bývalý vojenský radar | Q46362321  |
| K Rybníku (od 1995) | Roudnička                                     | směr rybník Roudnička | Q44913536  |
| K Sokolovně (od 1971) | Věkoše + Pouchov                              | směr sokolovna | Q44886065  |
| K Úvrati (od 2012) | Věkoše                                        | ? | Q46334167  |
| K Zastávce (od 1946, od 1943 Věkošská) | Pouchov + Věkoše                              | směr železniční zastávka | Q44886122  |
| Kalendova (od 1942, od 1929 Hybešova) | Kukleny                                       | Václav Kalenda (1801–1878) | Q44886177  |
| Kampanova (od 1946) | Pražské Předměstí                             | Jan Kampanus Vodňaský (1572–1622) | Q44905293  |
| Kampelíkova (od 1942, od 20. let Bezručova) | Kukleny                                       | František Cyril Kampelík (1805–1872) | Q44886284  |
| Kpt. Fechtnera (od 1992, od 20. let Na drahách, od 1933 Husova, od 1942 Na drahách) | Malšovice                                     | Emil Fechtner (1916–1940), vojenský letec 4. leteckého pluku v HK                                                                                           | Q44907078  |
| Kaplířova (od 1946) | Slezské Předměstí                             | Kašpar Kaplíř ze Sulevic (1535–1621), purkrabí Hradeckého kraje                                                                                             | Q44886343  |
| Karla Čapka (od 1946, od 1929 Herrmannova) | Pražské Předměstí                             | Karel Čapek (1890–1938) | Q44886399  |
| Karla Hynka Máchy (od 1947, od 1923 Jeronýmova, od 1934 Alexandra I. Sjednotitele, od 1941 K. H. Máchy, od 1945 Alexandra I. Sjednotitele) | Hradec Králové                                | Karel Hynek Mácha (1810–1836) | Q43435354  |
| Karla Tomana (od 1958, od 1896 Sobkova) | Hradec Králové                                | Karel Toman (1877–1946) | Q43435380  |
| Karoliny Světlé (od 1929) | Pražské Předměstí                             | Karolina Světlá (1830–1899) | Q44905452  |
| Kaštanová (od 1977) | Malšovice                                     | strom kaštan | Q44886457  |
| Kavčí plácek (od 14. století, též Kavčí trh) | Hradec Králové                                | ? | Q43581002  |
| Ke Kopaninám (od 2009) | Slatina                                       | směr kopaniny | Q46257568  |
| Ke Křížku (od 1995) | Roudnička                                     | směr kříž se zvonicí v centru původní obce | Q44905830  |
| Ke Splavu (od 1987) | Svinary                                       | směr bývalý splav | Q44886612  |
| Kejzlarova (od 1979) | Nový Hradec Králové                           | Jaroslav Kejzlar (1905–1942), redaktor ilegálního časopisu Jiskra, popraven v Mnichově                                                                      | Q44886667  |
| Klacovská (od 1898) | Svobodné Dvory                                | historická osada Klacov | Q44886724  |
| Kladská (od 1942, od počátku 30. let Komenského) | Slezské Předměstí + Slatina                   | směr Kladsko | Q44886783  |
| Klášterského (od 1942, od 1933 Nerudova) | Malšovice                                     | Antonín Klášterský (1866–1938) | Q44886842  |
| Kleinerových (od 2016, původně část Kyjovské ulice) | Třebeš                                        | rodina, která vlastnila řeznictví v ulici Dukelská, v roce 1939 dcera Hana poslána Wintonovým vlakem, rodiče zahynuli v koncentračním táboře                | Q46393953  |
| Klicperova (od 1900, od 17. století Široká, od konce 80. let 19. století Divadelní) | Hradec Králové                                | Václav Kliment Klicpera (1792–1859) | Q43435398  |
| Klidná (od 1977, od počátku 70. let Nová) | Plácky                                        | ? | Q44886894  |
| Klumparova (od 1920) | Hradec Králové                                | Otakar Klumpar (1860–1915), lékař v Hradci Králové | Q44886955  |
| Kmochova (od 1942, od 1933 Smetanova + Vrchlického, od 1939 Smetanova) | Malšovice                                     | František Kmoch (1848–1912) | Q44887011  |
| Kociánovice (od 1790) | Slezské Předměstí                             | stejnojmenná historická osada | Q44887068  |
| Kochanova (od 2007) | Svobodné Dvory                                | Valentin Kochan z Prachové (1561-1621), rektor hradecké školy                                                                                               | Q46208112  |
| Kollárova (od 1946, od 1929 Kampelíkova, od 1942 Vydrova, od 1945 Kampelíkova) | Pražské Předměstí                             | Ján Kollár (1793–1852) | Q43435414  |
| Komenského (od 1945, od 1883 Komenského, od 1942 Udet Strasse) | Hradec Králové                                | Jan Amos Komenský (1592–1670) | Q43435431  |
| Kopretinová (od 2010) | Malšova Lhota                                 | kopretinové louky | Q46268784  |
| Kotěrova (od 1927, od 1910 Musejní) | Hradec Králové                                | Jan Kotěra (1871–1923) | Q43435448  |
| Kotrčova (od konce 19. století) | Plotiště n. L.                                | u bývalé Kotrčově usedlosti (č.p. 179) | Q44887179  |
| Koutníkova (od 1947) | Plotiště n. L.                                | František Koutník (1897–1943), dozorce ČSD, pro činnosti v odboji zatčen v roce 1941                                                                        | Q44887244  |
| Kovová (od 1996) | Slezské Předměstí                             | kov ve skladištní oblasti | Q45988274  |
| Koželužská (od 1942, od 1921 Komenského) | Kukleny                                       | povolání koželuh | Q44887302  |
| Krapkova (od 1954, od 1933 Tylova, od 1942 Pohlova) | Malšovice                                     | Josef Krapka Náchodský (1862–1909), dělnický novinář a organizátor                                                                                          | Q44887360  |
| Krátká (od 1942, od 1934 Prokopa Holého) | Slezské Předměstí                             | ? | Q44887414  |
| Krunertova (od 1929) | Kukleny                                       | Krunert, vůdce knihtiskařského dělnictva | Q44887467  |
| Křivá (od 1946) | Třebeš                                        | tvar ulice | Q44887522  |
| Křižíkova (od 1938) | Hradec Králové                                | František Křižík (1847–1941) | Q43435480  |
| Křížkovského (od 1942, od 1929 Havlíčkova) | Kukleny                                       | Pavel Křížkovský (1820–1885) | Q44907652  |
| Kubcova (od 1981) | Plačice                                       | plačická rodina Kubcových, dříve neoficiální název cesty | Q44887687  |
| Kubelíkova (od 1940) | Slezské Předměstí                             | Jan Kubelík (1880–1940) | Q44887741  |
| Kubištova (od 1961, od 1921 Štefánikova, od 1939 Černá) | Kukleny                                       | Oldřich Kubišta (1875–1943), hradecký učitel, zatčen pro ukrývání ilegální tiskárny časopisu Čin, zahynul v koncentračním táboře                            | Q44887791  |
| Kubištovy sady (od 1992, od 1910 sady Svatopluka Čecha, od 1940 Čechovy sady, od 1945 sady Svatopluka Čecha, od 1946 Švermovy sady) | Hradec Králové                                | Bohumil Kubišta (1884–1918) | Q45988295  |
| Kudrnova (od 1946, od 1929 Kudrnova, od 1940 Boženy Němcové, od 1942 Chlumecká) | Kukleny                                       | Josef Kudrna (1881–1915) | Q44887844  |
| Kuklenská (od 1943, od 1929 Žižkova) | Pražské Předměstí                             | směr Kukleny | Q44887898  |
| Kutnohorská (od 1992, od 1981 Vlčkovická + část Šumperské ulice) | Plačice                                       | směr Kutná Hora | Q44914539  |
| Květná (od 1987) | Svinary                                       | zahrady s květy | Q44887950  |
| Kydlinovská (od 1990, od 1910 Kydlinovská, od 1943 část Tylovy ulice, od 1945 část Kydlinovské ulice) | Pražské Předměstí + Plácky                    | mlýn Kydlinov | Q43435465  |
| Kyjevská (od 1974) | Pouchov + Věkoše                              | město Kyjev | Q44888002  |
| Kyjovská (od 1990, od 1979 Burešova) | Moravské Předměstí + Třebeš                   | město Kyjov | Q44881186  |
| Labská kotlina (od 1947) | Hradec Králové                                | sídliště Labská Kotlina I | Q43435490  |
| Labská louka (od 2005) | Třebeš                                        | poblíž luk u Starého Labe | Q43435508  |
| Labská vodárna (od konce 19. století) | Plácky                                        | ? | Q44888057  |
| Labská zahrada (od 2017) | Třebeš                                        | na místě bývalého zahradnictví | Q46410894  |
| Labský most (od 1990, od 1974 most Antonína Zápotockého) | Hradec Králové                                | řeka Labe | Q45988313  |
| Ladova (od 1958) | Hradec Králové                                | Josef Lada (1887–1957) | Q44888112  |
| Leknínová (od 1979) | Malšova Lhota                                 | rostlina leknín | Q44888162  |
| Lesní (od 1945, od 1889 Tylova, od 1935 Lesní, od 1939 Tylova, od 1942 Auf der Einfriedung) | Nový Hradec Králové                           | směrem k lesu | Q44888264  |
| Letců (od 1936) | Pražské Předměstí                             | místo, kde se v roce 1933 zřítilo letadlo, dva letci zahynuli                                                                                               | Q43435522  |
| Ležáky (od 1946, od začátku 30. let Riegrova, od 1939 Svatováclavská) | Kukleny                                       | na památku vyhlazené obce Ležáky na chrudimsku | Q44888370  |
| Lhotecká (od 1979) | Malšova Lhota                                 | ústřední ulice Malšovy Lhoty | Q44888423  |
| Libišanská (od 2012) | Plačice                                       | v rámci části směrem Libišany | Q46333973  |
| Librantická (od 1979) | Slatina                                       | směr Librantice | Q44888478  |
| Lidická (od 1946, od 1942 Heydukova, od 1943 Haydnova, od 1945 Heydukova) | Slezské Předměstí                             | na památku vyhlazené obce Lidice | Q44888535  |
| Lipová (od 1942, od počátku 30. let Nádražní) | Slezské Předměstí                             | bývalá lipová alej | Q43435535  |
| Líznerova (od 1998) | Malšovice                                     | ? | Q46010661  |
| Lomená (od 1946) | Věkoše                                        | tvar ulice | Q44888584  |
| Luční (od 1942, od 30. let Hálkova) | Slezské Předměstí                             | historicky u luk | Q44888630  |
| Ludovíta Štúra (od počátku 50. let 20. stol., od 1934 dr. Scheinera, od 1939 Scheinerova, od 1942 Pekařova, od 1945 dr. Scheinera) | Hradec Králové                                | Ľudovít Štúr (1815–1856) | Q44888682  |
| Lužická (od 1910) | Hradec Králové + Slezské Předměstí            | Lužičtí Srbové | Q44888740  |
| Magdaleny Dobromily Rettigové (od 1992, od 1953 manželů Rosenbergových) | Hradec Králové                                | Magdalena Dobromila Rettigová (1785–1845) | Q43435550  |
| Machkova (od 1934) | Třebeš                                        | Antonín Machek (1775–1844) | Q43435569  |
| Machovcova (od počátku 50. let 20. stol., od 1929 Steinerova) | Kukleny                                       | Matyáš Machovec (nar. 1702), pronásledovaný český tajný nekatolík, v Jiráskově románu Temno ztvárněn jako postava Václava Machovce, v roce 1732 vězněn v HK | Q44888839  |
| Malá (od 20. let 20. stol.) | Pouchov                                       | rozsah ulice v původní obci | Q44888890  |
| Malé náměstí (od 1990, od 16. století Koňský trh, od 18. století Malé náměstí/Koňský trh, od 1918 Malé náměstí, od 1955 Husovo náměstí) | Hradec Králové                                | velikost prostranství v porovnání s Velkým náměstím | Q43581023  |
| Malinová (od 1987) | Svinary                                       | maliník | Q44888948  |
| Malšovická (od 1942) | Malšovice                                     | ulice vedoucí z centra města do Malšovic | Q46263812  |
| Malšovický most (od 1925) | Hradec Králové                                | navazující na Malšovickou ulici od centra města | Q115789868 |
| Mandysova (od 1979) | Nový Hradec Králové                           | Jaroslav Mandys (1908–1944), funkcionář KSČ, za odbojovou činnost popraven fašisty                                                                          | Q44889002  |
| Mánesova (od 1920) | Hradec Králové                                | Josef Mánes (1820–1871) | Q44889472  |
| Manželů Zemánkových (od 1998) | Slezské Předměstí                             | |            |
| Marie Majerové (od 1981) | Třebeš                                        | |            |
| Marie Pujmanové (od 1962) | Třebeš                                        | |            |
| Markova (od 1945, od 1932 dr. Marka) | Kukleny                                       | |            |
| Markovice (od 1790) | Slezské Předměstí                             | |            |
| Markovická (od 1938/1940, od 1934 Bachmačská HK + Zborovská SP, od 1938 Bachmačská HK + Markovická SP, od 1940 Markovická) | Slezské Předměstí                             | |            |
| Mařákova (od 1971) | Pražské Předměstí                             | |            |
| Masarykovo náměstí (od 1989, od 1914 Husovo náměstí, od 1916 náměstí arcivévody Bedřicha, od 1918 Husovo náměstí, od 1931 Masarykovo náměstí, od 1940 náměstí Boženy Němcové, od 1941 Nové náměstí, od 1941 Viktoria Platz, od 1945 Masarykovo náměstí, od 1953 náměstí Velké říjnové revoluce, od 1961 Leninovo náměstí, od 1970 Mírové náměstí)                         | Hradec Králové                                | |            |
| Maxe Malého (od 1946) | Plácky                                        | |            |
| Medkova (od 1990, od 1969 Davidova) | Pražské Předměstí                             | |            |
| Meruňková (od 2005) | Plotiště n. L.                                | |            |
| Mikoláše Alše (od konce 70. let, od 1929 Alšova) | Pražské Předměstí                             | |            |
| Milady Horákové (od 1990, od 1975 Salvadora Allendeho) | Nový Hradec Králové + Třebeš                  | |            |
| Miroslava Hájka (od 1946, od 1933 Palackého, od 1942 Durdíkova, od 1945 Palackého) | Malšovice                                     | |            |
| Miřiovského (od 1946, od 1933 Rašínova, od 1942 Flajšhansova) | Malšovice                                     | |            |
| Mládeže (od 1974) | Plotiště n. L.                                | |            |
| Mlýnská (od 1972) | Plácky                                        | |            |
| Modřínová (od 1998) | Nový Hradec Králové                           | |            |
| Mokrá (před 1992) | Slatina                                       | |            |
| Moravská (od 1962) | Nový Hradec Králové                           | |            |
| Moravský most (od 18. století) | Hradec Králové                                | |            |
| most Plukovníka Šrámka (od 2009) | Svinary                                       | |            |
| most U Soutoku (od 1990, od 1948 most Brigádníků, od 1971 most Obránců míru) | Hradec Králové                                | |            |
| Mostecká (od 1958, od 1896 U Pražské brány, od 1924 Rašínova, od 1943 Gablenzova, od 1945 Rašínova, od 1946 Mostecká, od 1953 část Obránců míru) | Hradec Králové                                | |            |
| Mrštíkova (od 1970) | Nový Hradec Králové                           | |            |
| Mužíkova (od 1923) | Nový Hradec Králové                           | |            |
| Myslbekova (od 1942, od 30. let Havlíčkova) | Slezské Předměstí                             | |            |
| Myslivečkova (od 1943) | Slezské Předměstí                             | |            |
| Mýtská (od 1896) | Hradec Králové                                | |            |
| Na Barvínku (od 1946) | Věkoše                                        | |            |
| Na Biřičce (od 1946) | Nový Hradec Králové                           | |            |
| Na Brně (od 30. let 20. stol.) | Nový Hradec Králové                           | |            |
| Na Břehách (od 1934) | Třebeš                                        | |            |
| Na Cvičišti (od 30. let 20. stol.) | Nový Hradec Králové                           | |            |
| Na Drahách (od 1942, od 20. let Na drahách, od 1933 Husova) | Malšovice                                     | |            |
| Na Drážkách (od 1946) | Slezské Předměstí                             | |            |
| Na Dřevěnce (od 1946, od 1889 Havlíčkova, od 1942 Dřevěnka) | Nový Hradec Králové                           | |            |
| Na Dubech (od 1942) | Pouchov                                       | |            |
| Na Důchodě (od 1946) | Pražské Předměstí + Plotiště n. L.            | |            |
| Na Hradě (od 1896, od 17. století Seminářský plácek) | Hradec Králové                                | |            |
| Na Hrázce (od 1942) | Malšovice + Malšova Lhota                     | |            |
| Na Humpolci (od 1979) | Rusek                                         | |            |
| Na Jezírkách (od 50. let 20. stol.) | Třebeš                                        | |            |
| Na Konečné (od 1973) | Nový Hradec Králové                           | |            |
| Na Kopci (od 2016) | Svinary                                       | |            |
| Na Kopečku (od 1946) | Věkoše                                        | |            |
| Na Kotli (od 1943) | Hradec Králové + Nový Hradec Králové          | |            |
| Na Kropáčce (od 1955, od 1916 Kropáčova/Kropáčkova, od 1938 U Kropáčky, od 1943 Mariánská) | Hradec Králové                                | |            |
| Na Letné (před 1996) | Slezské Předměstí                             | |            |
| Na Lučinách (od 2007) | Rusek                                         | |            |
| Na Mlejnku (od 1942, od 1932 Tyršova) | Slezské Předměstí                             | |            |
| Na Občinách (od 1943) | Nový Hradec Králové                           | |            |
| Na Ohradě (od 1979) | Slatina                                       | |            |
| Na Okrouhlíku (od 1929) | Pražské Předměstí                             | |            |
| Na Opuce (od 2016) | Svinary                                       | |            |
| Na Paloukách (od 1979) | Rusek                                         | |            |
| Na Pastvinách (od 2007) | Třebeš                                        | |            |
| Na Pískách (od 50. let 20. stol.) | Třebeš                                        | |            |
| Na Plachtě (od 1942, od 1925 Družstevní) | Nový Hradec Králové                           | |            |
| Na Potoce (od 50. let 20. stol.) | Třebeš                                        | |            |
| Na Rozhraní (od 1990, od 1977 část Na Rozhraní, od 1990 Na rozhraní + Térerova) | Nový Hradec Králové                           | |            |
| Na Rybárně (od 1934) | Pražské Předměstí                             | |            |
| Na Rybníce (od ?) | Rusek                                         | |            |
| Na Sadech (od 2020) | Slatina                                       | |            |
| Na Sádkách (od 1987) | Svinary                                       | |            |
| Na Stávku (od 1987) | Svinary                                       | |            |
| Na Stružce (od 70. let 20. stol.) | Kukleny                                       | |            |
| Na Střezině (od 1935, od 1910 Tylova) | Hradec Králové                                | |            |
| Na Úvoze (od 1974) | Nový Hradec Králové                           | |            |
| Na Valince (od 1979) | Rusek                                         | |            |
| Na Valše (před 1997) | Plácky                                        | |            |
| Na Vinicích (od 2017) | Třebeš                                        | |            |
| Na Výsluní (od 1983) | Nový Hradec Králové                           | |            |
| Na Zahrádkách (od 1965) | Věkoše                                        | |            |
| Na Zálesí (od 2003) | Roudnička                                     | |            |
| Nábřeží U Přívozu (od 1990, od 1920 Štefánikovo nábřeží, od 50. let 20. stol. Ostrovského nábřeží) | Hradec Králové                                | |            |
| Nad Oborou (od 1946) | Věkoše                                        | |            |
| Nad Rozárkou (od 1992) | Nový Hradec Králové                           | |            |
| Nad Rybníky (od 1974) | Nový Hradec Králové                           | |            |
| Nádražní (od 1911) | Pražské Předměstí                             | |            |
| Náhon (od 1942, od 1933 Na náhoně) | Malšovice                                     | |            |
| Náchodská (od 2013) | Plotiště nad Labem                            | |            |
| Nálepkova (od 1958) | Hradec Králové                                | |            |
| náměstí 28. října (od 1946, od 1916 náměstí císaře Františka Josefa I., od 1918 náměstí Na špici, od 1922 Havlíčkovo) | Pražské Předměstí                             | |            |
| náměstí E. F. Buriana (od 1962, od 1943 Plakvičovo náměstí) | Kukleny                                       | |            |
| náměstí Jana Pavla II. (od 2005, od 1992 Děkanské náměstí, dříve Rokitanská + Karla Tomana) | Hradec Králové                                | |            |
| náměstí Osvoboditelů (od 1963, od 1933 Fügnerovo náměstí, od 1942 Dvořákovo náměstí, od 1949 náměstí Rudé armády, od 1950 Stalingradské náměstí) | Hradec Králové                                | |            |
| náměstí Svobody (od 1990, od 1914 náměstí císaře Františka Josefa I., od 1918 náměstí Svobody, od 1937 náměstí dr. E. Beneše, od 1939 náměstí Svobody, od 1940 Labské náměstí, od 1942 Mozartovo náměstí, od 1945 Leninovo náměstí, od 1961 náměstí Petra Jilemnického, od 1970 náměstí V. I. Lenina, od 1981 Leninovo náměstí, od 1990)                                  | Hradec Králové                                | |            |
| náměstí Václava Havla (od 2019) | Hradec Králové                                | Václav Havel |            |
| náměstí 5. května (od 1946, od 1934 Tylovo náměstí, od 1942 Goethovo náměstí, od 1945 Tylovo náměstí) | Hradec Králové                                | |            |
| Národních mučedníků (od 1946, od 1889 Purkyňova, od 1942 Svatoplukova, od 1945 Purkyňova) | Nový Hradec Králové                           | |            |
| Nemocnice (od ?) | Nový Hradec Králové                           | |            |
| Nerudova (od 1911) | Pražské Předměstí + Hradec Králové            | |            |
| Nezvalova (od 1961, od 1903 Žerotínova, od 1916 Konráda z Hötzendorfu, od 1918 Žerotínova) | Hradec Králové                                | |            |
| Nová (od 1951) | Svobodné Dvory                                | |            |
| Nový Březhrad (od 1979) | Březhrad                                      | |            |
| Obecní (od 1979) | Slatina                                       | |            |
| Obchodní (od 1996) | Pouchov                                       | |            |
| Obvodní (od 1979) | Březhrad                                      | |            |
| Odlehlá (od 1973) | Pražské Předměstí                             | |            |
| Okrajová (od 1981) | Třebeš                                        | |            |
| Okružní (od 1943, od 1910 Kladská, od poloviny 20. let Okružní + Kladská) | Hradec Králové                                | |            |
| Oldřichova (od 1946) | Nový Hradec Králové                           | |            |
| Olšová (od 2002) | Malšova Lhota                                 | |            |
| Opatovická (od 1911) | Pražské Předměstí                             | |            |
| Opletalova (od 1946, od 14. století Křížovnická) | Hradec Králové                                | |            |
| Orebská (od 50. let, od 1943 Elišky Krásnohorské, od 1946 Reylova) | Slezské Předměstí                             | |            |
| Orlická (od 1958, od 1910 Rožberská HK, od počátku 30. let Rožberská HK + Zeyerova SP, od 1937 Rožberská HK + dr. Kramáře SP, od 1939 Svatováclavská, od 1942 Úřednická) | Slezské Předměstí                             | |            |
| Orlické nábřeží (od 1958, od 1901 Orlické/Orličné nábřeží, od 1918 Denisovo nábřeží, od 1940 Orlické nábřeží, od 1942 Brynychovo nábřeží) | Hradec Králové                                | |            |
| Orlický most (od 1990) | Hradec Králové                                | |            |
| Orličan (od 2016) | Slezské Předměstí                             | |            |
| Ořechová (od 1981) | Plačice                                       | |            |
| Osada vycházejícího slunce (od 2016) | Svinary                                       | |            |
| Osiková (od 1998) | Nový Hradec Králové                           | |            |
| Oskara Nedbala (od 50. let, od 1943 Velflíkova) | Pražské Předměstí                             | Oskar Nedbal, hudební skladatel |            |
| Ostrov (od 2016) | Svinary                                       | |            |
| Ostrovní (od 1987) | Svinary                                       | |            |
| Ostružinová (od 2002) | Svinary                                       | |            |
| Otokara Březiny (od počátku 80. let, od konce 20. let Březinova, od 1940 Otokara Březiny, od 1945 Březinova) | Pražské Předměstí                             | Otokar Březina, spisovatel |            |
| Ovocnářská (od 1951) | Svobodné Dvory                                | |            |
| Pajkrova flošna (od 19. století) | Hradec Králové                                | |            |
| Palackého (od 1945, od 1896 Palackého, od 1942 Musejní) | Hradec Králové                                | František Palacký, historik a filosof |            |
| Palachova (od 1990, od 1975 Dimitrovova) | Nový Hradec Králové                           | |            |
| Pálenecká (od 1945, od 1880 Pálenecká, od 1942 Svobodnodvorská | Kukleny + Svobodné Dvory                      | |            |
| Panelová (od 1996) | Slezské Předměstí                             | |            |
| Pardubická (od 1977, od 1921 Kalendova + Nádražní, od 1942 Pardubická + Seyfriedova, od 1946 Pardubická + Nádražní) | Kukleny + Plačice                             | |            |
| park Mistra Jana Husa (od 2014) | Plotiště n. L.                                | |            |
| Parlament (od 2016) | Slezské Předměstí                             | |            |
| Partyzánská (od 1946, od 1889 Holická) | Nový Hradec Králové                           | |            |
| Pavla Hanuše (od 1963, od 20. let Čechova) | Pražské Předměstí                             | |            |
| Pekařova (od 1992, od 1970 Hršelova) | Nový Hradec Králové                           | |            |
| Pelclova (od 1946, od 1903 Lüssnerova) | Hradec Králové                                | |            |
| Pešinova (od 1889) | Nový Hradec Králové                           | |            |
| Petra Jilemnického (od 1948, od 90. let 19. století Hlavní, od 1921 Josefa Šimáka) | Plotiště n. L.                                | |            |
| Piletická (od 1946) | Piletice + Slatina + Pouchov                  | |            |
| Pilnáčkova (od 1994, část Gočárova okruhu) | Hradec Králové + Věkoše                       | |            |
| Písečná (od 1968) | Nový Hradec Králové                           | |            |
| Pivovarská flošna (od 19. století 20. stol.) | Hradec Králové                                | |            |
| Pivovarské náměstí (od 2005) | Hradec Králové                                | |            |
| Plácelova (od 1896) | Hradec Králové                                | |            |
| Plotišťská (od 1946) | Plácky + Věkoše                               | |            |
| Pobřežní (od 1946) | Plácky                                        | |            |
| Pod Haltýřem (od 1987) | Svinary                                       | |            |
| Pod Kopcem (od 1946) | Pouchov                                       | |            |
| Pod Lesem (od 1995) | Roudnička                                     | |            |
| Pod Spáleníkem (od 2021) | Slatina                                       | |            |
| Pod Strání (od 1973) | Třebeš                                        | |            |
| Pod Svahem (od 2007) | Třebeš                                        | |            |
| Pod Vodárnou (od 2005) | Nový Hradec Králové                           | |            |
| Pod Zámečkem (od 1946) | Nový Hradec Králové + Třebeš                  | |            |
| Poděbradova (od 1929) | Pražské Předměstí                             | |            |
| Polákova (od 1942, od 1929 Křižíkova) | Pražské Předměstí                             | |            |
| Polní (od 1942, od počátku 30. let třída maršála Foche, od 1938 Smetanova) | Slezské Předměstí                             | |            |
| Podhůrská (od 1987) | Svinary                                       | |            |
| Pohlova (od 1990, od 1975 5. pětiletky) | Plácky                                        | |            |
| Pospíšilova třída (od 1893) | Hradec Králové + Slezské Předměstí            | Ladislav Jan Pospíšil, místní politik a spisovatel |            |
| Postranní (od 1996) | Svobodné Dvory                                | |            |
| Poštovní (od 1979) | Březhrad                                      | |            |
| Potoční (od 1977) | Nový Hradec Králové                           | |            |
| Pouchovská (od 1920) | Slezské Předměstí + Pouchov + Věkoše          | |            |
| Požární (od 50. let 20. stol.) | Slezské Předměstí                             | bývalá požární stanice na rohu s ulicí Kladská | Q44906601  |
| Prašingerova (od 1990, od 1889 Prašingerova, od 1962 Balcarova) | Nový Hradec Králové                           | Eduard Prašinger (1826–1895), kapitulní děkan, generální vikář                                                                                              |            |
| Pražská třída (od 1962, od 1916 třída arcivévody Karla Františka Josefa, od 1916 třída císaře Karla I., od 1918 Masarykova třída, od 1940 Hlavní třída, od 1942 Bismarckova třída, od 1945 Hlavní třída, od 1946 Stalinova třída) | Kukleny + Plačice                             | |            |
| Pražský most (od 1953, od 18. století Pražský most, od 1916 most arciknížete Karla, od 1918 Wilsonův most, od 1940 Pražský most, od 1945 Wilsonův most) | Hradec Králové                                | |            |
| Profesora Smotlachy (od 1974) | Nový Hradec Králové                           | František Smotlacha, mykolog |            |
| Prokopa Holého (od 1911) | Pražské Předměstí                             | Prokop Holý, husitský vojevůdce |            |
| Prostějovská (od 1990, od 1975 Václava Kopeckého) | Nový Hradec Králové                           | |            |
| Průběžná (od 2005) | Nový Hradec Králové                           | |            |
| Průmyslová (od poloviny 20. let 20. stol.) | Hradec Králové                                | |            |
| Předměřická (od 1992, 1916-1918 od kostela k Pláckům ulice 18. pěšího pluku, od 1947 část Cimlerovy ulice) | Plotiště n. L.                                | |            |
| Přemyslova (od 1889) | Nový Hradec Králové                           | |            |
| Přespolní (od 1977) | Malšovice                                     | |            |
| Příčná (od 1946) | Třebeš                                        | |            |
| Přímská (od konce 20. let 20. stol.) | Malšovice                                     | |            |
| Puškinova (od 1946, od 1911 Jeronýmova, od 1942 Maulbeerg., od 1945 Jeronýmova) | Pražské Předměstí                             | |            |
| Radoušova (od 1896) | Hradec Králové                                | |            |
| Raisova (od 1921) | Pražské Předměstí                             | |            |
| Rašínova třída (od 1994, dříve Hradubická) | Pražské Předměstí                             | |            |
| Rautenkraucova (od konce 19. století) | Hradec Králové                                | |            |
| Resslova (od 1910) | Hradec Králové                                | |            |
| Riegrovo náměstí (od 1990, od 1911 Riegrovo náměstí, od 1942 náměstí Horsta Wessela, od 1947 Benešovo náměstí, od 1953 náměstí Julia Fučíka) | Pražské Předměstí                             | |            |
| Rokycanova (od 1896) | Hradec Králové                                | |            |
| Rokitanského (od 1903, od 18. století Svatodušní) | Hradec Králové                                | Karel Rokytanský, lékař |            |
| Roudničská (od 1994) | Roudnička                                     | |            |
| Rovná (od 2001) | Pražské Předměstí + Březhrad                  | |            |
| Rozkvět míru I (od 2016, po pravé straně na Malšovu Lhotu) | Malšovice                                     | |            |
| Rozkvět míru II (od 2016, po levé straně na Malšovu Lhotu) | Malšovice                                     | |            |
| Rubešova (od 1929) | Pražské Předměstí                             | |            |
| Rusecká (od 1946) | Pouchov + Rusek                               | |            |
| Růženy Jesenské (od 1942, od 1933 Boženy Němcové) | Malšovice                                     | Růžena Jesenská, spisovatelka |            |
| Růženy Naskové (od 1974, dříve Boženy Němcové) | Věkoše                                        | Růžena Nasková, herečka |            |
| Růžová (od konce 19. století) | Kukleny                                       | |            |
| Rybářská (od 1977) | Třebeš                                        | |            |
| Rybova (od 2005) | Nový Hradec Králové                           | |            |
| Říčařova (od 1946, od 1890 K cihelnám) | Plotiště n. L.                                | |            |
| Říční (od 1992, od 1920 Labská) | Hradec Králové                                | |            |
| Sadová (od 1979) | Malšova Lhota                                 | |            |
| Sadovská (od 1990, od 1910 Sadovská, od 1939 Sádovská, od 1962 Bohumila Nikodýma) | Hradec Králové + Pražské Předměstí            | |            |
| sady Architekta Lisky (vnitroblok u Liskových vil, od 1992) | Hradec Králové                                | Oldřich Liska, architekt |            |
| Sedláčkova (od 1973) | Pražské Předměstí                             | |            |
| 17. listopadu (od 1972) | Hradec Králové                                | |            |
| Sekaninova (od 1979) | Moravské Předměstí                            | |            |
| Selicharova (od 1946) | Nový Hradec Králové                           | |            |
| Severní (od 1963) | Slezské Předměstí                             | |            |
| Seydlerova (od 1943) | Pražské Předměstí                             | |            |
| Sezemická (od 1992, od 1979 Hončlova) | Moravské Předměstí                            | |            |
| S. K. Neumanna (od 1958, od 1911 Macharova, od 1946 Rašínova) | Pražské Předměstí                             | |            |
| Skupova (od 1958) | Hradec Králové                                | |            |
| Sládkova (od 1942, od počátku 30. let Čechova) | Slezské Předměstí                             | |            |
| Sladkovského (od 1911) | Pražské Předměstí                             | |            |
| Slatinská (od 1987) | Svinary                                       | |            |
| Slavíčkova (od 1962, od počátku 30. let Vrchlického, od 1943 U kapličky) | Slezské Předměstí                             | |            |
| Slepá (od 1992) | Kukleny                                       | |            |
| Slezská (od 1910) | Hradec Králové + Slezské Předměstí            | |            |
| Slunečná (od 1977) | Nový Hradec Králové                           | |            |
| Smetanovo nábřeží (od 1934) | Hradec Králové                                | |            |
| Smiřická (od 1990, od 1974 Kubánská) | Věkoše                                        | |            |
| Smrková (od 1974) | Nový Hradec Králové                           | |            |
| Sokolovská (od 1958, od 1934 Karla Buriana, od 1946 Collinova) | Pražské Předměstí                             | |            |
| Sokolská (od 1946) | Nový Hradec Králové                           | |            |
| Souběžná (od 1977) | Nový Hradec Králové                           | |            |
| Soukenická (od 1943, od 1896 U brány/branky soukenické) | Hradec Králové                                | |            |
| Sovova (od 1943) | Pražské Předměstí                             | |            |
| Spojovací (od 1946) | Svobodné Dvory                                | |            |
| Sportovní (od 1961, od 1933 Jesuitská) | Malšovice                                     | |            |
| Spořilovská (od 1946) | Věkoše                                        | |            |
| Správčická (od 1998) | Věkoše                                        | |            |
| Srdínkova (od 1990, od 20. let Herrmannova, od 1939 Srdínkova, od 50. let Hakenova) | Hradec Králové                                | |            |
| Stará Polní (od 1977) | Slezské Předměstí                             | |            |
| Stavební (od 1996) | Slezské Předměstí                             | |            |
| Stěžerská (od 1942, od 1929 Jeronýmova) | Kukleny                                       | |            |
| Střední (od 1992) | Nový Hradec Králové                           | |            |
| Střelecká (od 1990, od 1910 Střelecká, od 1934 Střelecká + Habrmanova, od 1947 Střelecká, od 1951 Revolučního odborového hnutí) | Hradec Králové                                | |            |
| Stříbrná (od 1987) | Svinary                                       | |            |
| Stříbrná náves (od 2009) | Třebeš                                        | |            |
| Stříbrný potok (od 2015) | Malšova Lhota                                 | |            |
| Suchého (od 1979) | Moravské Předměstí                            | |            |
| Sukova (od 1946, od 1933 Jiráskova, od 1942 Collinova) | Malšovice                                     | |            |
| Sukovy sady (od 1962, od 1911 Jiráskovo náměstí + Fialovy sady, od 1946 Rooseveltovo náměstí + Fialovy sady) | Pražské Předměstí                             | |            |
| Sušilova (od 1943) | Pražské Předměstí                             | |            |
| Svatojánská (od 2007) | Třebeš                                        | |            |
| Svatováclavské náměstí (od 1990, od 1889 Václavské náměstí, od 1939 Svatováclavské náměstí, od 1942 Siege Platz, od 1945 Václavské náměstí, od 1962 náměstí Pionýrů) | Nový Hradec Králové                           | |            |
| Svinarská (od 1979) | Slatina                                       | |            |
| Svitavská (od 1990, od 1934 část Školské ulice) | Nový Hradec Králové                           | |            |
| Šafaříkova (od 1903) | Hradec Králové                                | |            |
| Šantrochova (od 1979) | Moravské Předměstí                            | |            |
| Šemberova (od 1942, od 20. let Štefánikova) | Nový Hradec Králové                           | |            |
| Šeříková (od 1979) | Březhrad                                      | |            |
| Ševčíkova (od 1946) | Nový Hradec Králové                           | |            |
| Šimkova (od 1945, od 1896 část ulice Na příkopech, od 1937 část ulice gen. Čečka, od 1940 část ulice Na příkopech) | Hradec Králové                                | |            |
| Šimkovy sady (od 1990, od 1933 Herrmannovy sady, od 1948 sady Pionýrů) | Hradec Králové                                | Karel Šimek |            |
| Šípková (od 1987) | Svinary                                       | |            |
| Široká (od 1946) | Věkoše                                        | |            |
| Školní (od 1979) | Slatina                                       | |            |
| Školská (od 1990, od 1934 až k ulici Pod Zámečkem, dnes Svitavská) | Třebeš                                        | |            |
| Škroupova (od 1920) | Hradec Králové                                | |            |
| Šmeralova (od 1958, od 1922 Klumparova, od 1929 Tusarova, od 1942 Miřiovského, od 1945 Tusarova) | Pražské Předměstí                             | |            |
| Šmilovského (od 40. let 20. stol.) | Pražské Předměstí                             | |            |
| Špitálská (od 1903) | Hradec Králové                                | |            |
| Štefánikova (od 1990, od 1977 Engelsova) | Moravské Předměstí                            | |            |
| Štefcova (od 1970) | Nový Hradec Králové                           | |            |
| Štechova (od 1943) | Nový Hradec Králové                           | |            |
| Štolbova (od 1946) | Nový Hradec Králové                           | |            |
| Šumperská (od 1981) | Plačice                                       | |            |
| Švabinského (od 1943) | Slezské Předměstí                             | |            |
| Švehlova (od 1990, od 1896 část Čelakovského, od 1934 Švehlova, od 1949 Švermova) | Hradec Králové                                | |            |
| Švendova (od 1903) | Hradec Králové                                | |            |
| Tichá (od 1942, od 30. let Tylova) | Slezské Předměstí                             | |            |
| Točná (od 1987) | Svinary                                       | |            |
| Tomáškova (od 1990, od 1929 Rokycanova, od 1942 Plakvičova, od 1962 Kalininova) | Kukleny                                       | |            |
| Tomkova (od 1971, od 18. století Řeznická, od 1882 Tomkova, od 1955 Jungmannova) | Hradec Králové                                | |            |
| Topolová (od 1942, od 30. let Dykova) | Slezské Předměstí                             | |            |
| Tovární (od 1973) | Nový Hradec Králové                           | |            |
| Trávní (od 1942, od 1942 Vavákova) | Slezské Předměstí                             | |            |
| Trnková (od 2003) | Malšova Lhota                                 | |            |
| Truhlářská (od 1981, od 1946 Truhlářská, od 1974 Černigovská) | Věkoše                                        | |            |
| Trutnovská (od 1946) | Pražské Předměstí                             | |            |
| Třebechovická (od 1992, od 1965 Budovatelská) | Slezské Předměstí                             | |            |
| Třebešská (od 2001) | Nový Hradec Králové                           | |            |
| Třebízského (od 1940, od 1932 Václava Beneše Třebízského) | Pražské Předměstí                             | |            |
| Třešňová (od 1974) | Svobodné Dvory                                | |            |
| třída Edvarda Beneše (od 1990, od 1975 Marxova třída) | Nový Hradec Králové + Třebeš                  | Edvard Beneš |            |
| třída Karla IV. (od 1990, od 1896 Karlova třída, od 1942 část Bismarckovy třídy, od 1945 část Stalinovy třídy, od 1962 část Dukelské třídy, od mototechny ke Skleněné věži) | Hradec Králové                                | Karel IV. |            |
| třída SNP (od 1959, od 1928 Rašínova, od 1940 Pospíšilova, od 1946 Riegrova, od 1949 Pospíšilova) | Slezské Předměstí                             | |            |
| Turinského (od 1946, od 1934 Jablonského) | Pražské Předměstí                             | |            |
| Tylovo nábřeží (od 1946, od 1896 nábřeží císaře Františka Josefa I., od 1918 Masarykovo nábřeží, od 1931 Husovo nábřeží) | Hradec Králové                                | |            |
| Tyršův most (od 1945, od 1933 Tyršův most, od 1942 Nový most) | Hradec Králové                                | |            |
| U Cihelny (od 1946) | Svobodné Dvory                                | |            |
| U Dřevony (po roce 1953) | Plotiště n. L.                                | |            |
| U Fotochemy (od 1946) | Pražské Předměstí + Plácky                    | |            |
| U Háječku (od 1968) | Slezské Předměstí                             | |            |
| U Hřiště (od 1979) | Březhrad                                      | |            |
| U Jednoty (od 1979) | Slatina                                       | |            |
| U Kavalíru (od 1946, od 1903 Husova, od 1942 Waldhauserova, od 1945 Husova) | Hradec Králové                                | |            |
| U Koruny (od 1900, předtím část Dukelské třídy) | Pražské Předměstí                             | |            |
| U Koše (od 1979) | Slatina                                       | |            |
| U Kovárny (od 1943) | Pouchov                                       | |            |
| U Kulturního domu (od 1974) | Plácky                                        | |            |
| U Labe (před 1996) | Hradec Králové                                | |            |
| U Lesíka (od 1979) | Březhrad                                      | |            |
| U Letiště (1981 zrušena) | Pouchov                                       | |            |
| U Melounky (od 1946) | Plotiště n. L.                                | |            |
| U Mlýna (od 2016) | Svinary                                       | |            |
| U Mostku (od 2011, od 1998 Garážní) | Pouchov                                       | |            |
| U Myslivny (od 30. let 20. stol.) | Nový Hradec Králové                           | |            |
| U Náhona (od 1946) | Plotiště n. L.                                | |            |
| U Náhonu (od 1979) | Březhrad                                      | |            |
| U Parku (od 2005) | Nový Hradec Králové                           | |            |
| U Pastvišť (od 1933) | Malšovice                                     | |            |
| U Potoka (od 2007) | Rusek                                         | |            |
| U Plováren (od 1946) | Slezské Předměstí                             | |            |
| U Sokola (od 1946) | Plotiště n. L.                                | |            |
| U Soudu (od 1973, od 1896 Červeného, od 1943 Petera Donnhäusera, od 1945 Červeného, od 1946 Marxova) | Hradec Králové                                | |            |
| U Střelnice (od 1946) | Nový Hradec Králové                           | |            |
| U Studánky (od 1946) | Svobodné Dvory                                | |            |
| U Svodnice (od 2005) | Kukleny                                       | |            |
| U Trati (od 30. let 20. stol.) | Slezské Předměstí                             | |            |
| U Vody (od 30. let/2016) | Slezské Předměstí                             | |            |
| U Zvoničky (od 1973) | Pražské Předměstí                             | |            |
| Uhelná (od 1947, od 1928 Jiříkova, od 20. let Jiříkova + U kapličky HK, od 1939 Jiříkova, od 1943 Uhelná, od 1945 Jiříkova, od 1946 Bachmačská) | Slezské Předměstí + Hradec Králové            | |            |
| Ulrichovo náměstí (od 1990, od 1925 Ulrichovo náměstí, od 1953 Gottwaldovo náměstí) | Hradec Králové                                | František Ulrich |            |
| Úprkova (od 1942, od 1933 Masarykova + Tyršova, od 1940 Viktoria Strasse) | Malšovice                                     | |            |
| Urxova (od 1975) | Třebeš                                        | |            |
| Uzavřená (od 1958) | Hradec Králové                                | |            |
| Úzká (od 18. století) | Hradec Králové                                | |            |
| V. J. Kašpara (od 2019) | Věkoše                                        | |            |
| V Domkách (od 1990, od 1965 Zahradní) | Kukleny                                       | |            |
| V Končinách (od 2013) | Plácky                                        | |            |
| V Kopečku (od 18. století Svatojánské či Jánské náměstí, od 1918 Čs. náměstí + Palackého, od 1940 Janské náměstí + U Pražské brány, od 1945 Svatojánské náměstí + Palackého) | Hradec Králové                                | |            |
| V Koutech (od 1929) | Pražské Předměstí                             | |            |
| V Lipkách (od 1946, od 1896 Kollárova, od 1942 Hindenburgova, od 1945 Kollárova) | Pražské Předměstí                             | |            |
| V Lukách (od 2005) | Věkoše                                        | |            |
| V Mlejnku (od 1993) | Třebeš                                        | |            |
| V Poli (od 30. let 20. stol.) | Slezské Předměstí                             | |            |
| V Tůních (od 1946) | Plácky                                        | |            |
| Václavkova (od 1974) | Pražské Předměstí                             | |            |
| Vachkova (od 1970) | Nový Hradec Králové                           | |            |
| Vančurovo náměstí (od 1946) | Pražské Předměstí + Hradec Králové            | |            |
| Vavákova (od 70. let 20. stol.) | Slezské Předměstí                             | |            |
| Vážní (od 1942) | Pouchov                                       | |            |
| Ve Stromovce (od 2005) | Třebeš                                        | |            |
| Ve Svahu (od 1995) | Roudnička                                     | |            |
| Velehradská (od 1992, od 1979 Jožky Jabůrkové) | Třebeš                                        | |            |
| Velká (od 20. let 20. stol.) | Pouchov                                       | |            |
| Velké náměstí (od 1990, od 14. století Rynek, od 18. století Velké náměstí, od 1955 Žižkovo náměstí) | Hradec Králové                                | |            |
| Veverkova (od 1929) | Pražské Předměstí                             | |            |
| Věkošská (od 1942) | Věkoše                                        | |            |
| Větrná (od 2003) | Svinary                                       | |            |
| Vilová (od 1981) | Plačice                                       | |            |
| Viničná (od 1994) | Roudnička                                     | |            |
| Višňová (od 1990, od 1953 První pětiletky) | Plotiště n.L.                                 | |            |
| Víta Nejedlého (od 1958) | Hradec Králové + Slezské Předměstí            | |            |
| Vlčkovická (od 1981) | Plačice                                       | |            |
| Voborníkova (od 1947, od 1946 Horákova) | Plácky                                        | |            |
| Vocelova (od 1943) | Pražské Předměstí                             | |            |
| Vonešovy sady (od 2018, od 1889 Vonešovy sady, od 50. let 20. stol. Vítězslava Nováka) | Hradec Králové                                | |            |
| Vrázova (od 1946) | Slezské Předměstí                             | |            |
| Vrbová (od 1977, od 1942 Mánesova, od 1942 Nová) | Slezské Předměstí                             | |            |
| Vrchlického (od 1929) | Pražské Předměstí + Hradec Králové            | |            |
| Vřesová (od 2003) | Malšova Lhota                                 | |            |
| Všehrdova (od 1911) | Pražské Předměstí                             | |            |
| Vydrova (od 1946, od 1929 Tyršova, od 1943 Lutherova, od 1945 Tyršova) | Pražské Předměstí                             | |            |
| Východní (od 1946) | Věkoše                                        | |            |
| Výrobní (od 1996) | Pouchov                                       | |            |
| Vysocká (od 1990, od 1979 Kárníkova) | Moravské Předměstí                            | |            |
| Wintrova (od 1942, od 1921 Máchova) | Pražské Předměstí                             | |            |
| Wolkerova (od 1934) | Pražské Předměstí                             | |            |
| Wonkova (od 1990, od 1910 část Kydlinovské ulice, od 1943 část Tylovy ulice, od 1945 část Kydlinovské ulice) | Hradec Králové                                | |            |
| Za Humny (od 1946) | Malšovice                                     | místní pojmenování | Q44913480  |
| Za Jízdárnou (od 2005) | Nový Hradec Králové                           | za jezdeckým klubem | Q46129948  |
| Za Kostelem (od 1946) | Pouchov                                       | za kostelem Sv. Pavla | Q43436348  |
| Za Lípou (od 1990, od 1976 Zacharjanova) | Malšovice                                     | ? | Q44913711  |
| Za Poštou (od 2002) | Nový Hradec Králové                           | poloha ulice za budovou pošty | Q46064286  |
| Za Škodovkou (od 1992, od 1929 Husova, od 1942 Todt Strasse, od 1945 Koněvova) | Kukleny                                       | za Škodovými závody (později ZVU) | Q44887129  |
| Za Školou (od 1979) | Slatina                                       | poloha ulice za bývalou školou | Q44913592  |
| Za Veterinou (od 2009) | Věkoše                                        | za budovami veterinární správy a veterinární kliniky | Q46257607  |
| Za Zelárnou (od 1974) | Věkoše                                        | ? | Q44913649  |
| Zadní (od 60. let, od 1943 Za kostelem + Zadní, od 1946 U letiště + Za kostelem, od 60. let Zadní + Za kostelem) | Pouchov                                       | poloha ulice v rámci místní části | Q44913769  |
| Zahrádkářská (od 1951) | Svobodné Dvory + Plotiště n. L.               | zahrádkář | Q44913957  |
| Zahrádkářská osada Bohdanečská (od 2017) | Svobodné Dvory                                | býv. Bohdanečké Dvory | Q46410983  |
| Zahrádkářská osada Dolíky (od 2017) | Svobodné Dvory                                | místní pojmenování | Q46410958  |
| Zahrádkářská osada Polabí (od 2017) | Třebeš                                        | poloha u Starého Labe | Q46412973  |
| Zahrádkářská osada Slatina (od 2017) | Slatina                                       | místní část | Q46410936  |
| Zahrádkářská osada U Labe (od 2017) | Plácky                                        | poloha u Labe | Q46412997  |
| Zahrádkářská osada Věkoše (od 2017) | Věkoše                                        | místní část | Q46410918  |
| Zahradní (od 1943) | Pouchov + Věkoše                              | bývalé zahrádky | Q44914896  |
| Zahradnická (před 1992) | Svinary                                       | ? | Q44913834  |
| Zákrejsova (od 1933) | Malšovice                                     | František Zákrejs 1839–1907) | Q44914022  |
| Zalomená (od 1998) | Roudnička                                     | tvar ulice | Q46010799  |
| Zámeček (od 16. století) | Třebeš                                        | bývalý zámeček na Kopci Sv. Jana | Q43436409  |
| Zamenhofova (od 1946, od 1911 Pardubická, od 1942 U podjezdu) | Pražské Předměstí                             | Ludvík Lazar Zamenhof (1859–1917) | Q43436361  |
| Zámostí (od 1943, od 1933 V zámostí, od 1942 Mlýnská cesta) | Malšovice                                     | bývalá osada Zámostí | Q44914082  |
| Zborovská (od 1998) | Třebeš                                        | město Zborov, místo bitvy za 1. světové války | Q43436376  |
| Zdeňka Wirtha (od 1962, od 1929 Wolkerova, od 1942 Brousilova) | Kukleny                                       | Zdeněk Wirth (1878–1961) | Q44915581  |
| Zelená (od 1942, od 1921 Nerudova) | Kukleny                                       | zelená pole a zahrady v okolí | Q44914139  |
| Zemědělská (od 1973) | Slezské Předměstí                             | býv. státní podnik Zemědělské stavby | Q44914197  |
| Zeyerova (od 1929) | Pražské Předměstí                             | Julius Zeyer (1841–1901) | Q44914253  |
| Zieglerova (od 1896, od 18. století Seminářská či Solní) | Hradec Králové                                | Josef Liboslav Ziegler (1782–1846) | Q43436393  |
| Želivského (od 1929) | Pražské Předměstí                             | Jan Želivský (1380–1422) | Q44914314  |
| Žitná (od 1946) | Věkoše                                        | obilnina žito | Q44914371  |
| Žižkovy sady (od 1971, od 1896 Žižkovo náměstí, od 1939 Žižkovy sady, od 1942 Schlageter Park, od 1945 Žižkovy sady, od 1950 Klicperovy sady) | Hradec Králové                                | Jan Žižka (1360–1424) | Q30321489  |